# اپوکسیداسیون جیکوبسن
اپوکسیداسیون جیکوبسن (به انگلیسی: Jacobsen epoxidation) یا اپوکسی‌دار کردن جیکوبسن که بعضی اوقات به‌عنوان اپوکسیداسیون جیکوبسن-کاتسوکی (به انگلیسی: Jacobsen-Katsuki epoxidation) نیز نامیده می‌شود، یک واکنش شیمیایی است که امکان اپوکسیداسیون انتخابی آلکن‌ها را به‌صورت آنتی فراهم می‌کند. این واکنش مکمل واکنش اپوکسیداسیون شارپلس است و نحوه انجام آن برخلاف واکنش شارپلس که می‌تواند به‌صورت سین یا آنتی باشد، منحصراً به‌صورت سین است.
یک طرح کلی واکنش به شرح زیر است: